# Port-Vendres II
Pour les articles homonymes, voir Vendres (homonymie).
Port-Vendres II est une épave de bateau de la Rome antique située au large de Port-Vendres, dans le département français des Pyrénées-Orientales.